# Apol·linar (poeta)
Apol·linar (en llatí Apollinaris en grec Απολλινάριος) va ser un poeta grec autor de dos epigrames inclosos a l'Antologia grega. Se l'identifica sovint amb el bisbe Apol·linar de Laodicea, però no és segur que siguin la mateixa persona.